# Вапнярська селищна територіальна громада
Вапнярська селищна об'єднана територіальна громада — територіальна громада в Україні, в Тульчинському районі Вінницької області. Адміністративний центр — селище Вапнярка.
Площа громади — 34,1 км², населення — 8093 мешканці (2018).
Утворена 31 березня 2016 року шляхом об'єднання Вапнярської селищної ради та Колоденської сільської ради Томашпільського району.
12 червня 2020 року громада утворена у складі Вапнярської селищної ради та Вербівської, Височанської, Колоденської, Марківської сільських рад Томашпільського району.

## Населені пункти
До складу громади входять 6 населених пунктів — селище Вапнярка і села Антопіль, Вербова, Високе, Колоденка, Марківка.